# پیمان گرانادا (۱۴۹۱)
پیمان گرانادا (انگلیسی: Treaty of Granada) همچنین به عنوان تسلیم گرانادا شناخته شده است و در ۲۵ نوامبر ۱۴۹۱ بین بوعبدیل امیر غرناطه، و ایزابل یکم، ملکه کاستیا و فرناندوی دوم، پادشاه آراگون و سیسیل به تصویب رسید. این پیمان، نبرد گرانادا را که در ۱۴۸۲ آغاز شده بود و با محاصره و آغاز نبرد مجدد گرانادا در بهار ۱۴۹۱ به اوج خود رسید را به پایان رساند.